# Uia di Bessanese
L'Uia di Bessanese o, più semplicemente, Bessanese (3.601 m) è una vetta situata nelle Alpi Graie. È posta sulla linea di confine tra l'Italia e la Francia, presso le località di Balme e Bessans.

## Caratteristiche
Domina, dal versante italiano, la val d'Ala nelle valli di Lanzo; dal versante francese domina la valle dell'Averole, valle laterale della valle dell'Arc.
Nel versante italiano sotto la vetta della montagna si sviluppa il ghiacciaio della Bessanese mentre nel versante francese si trova il glacier des Grandes Pareis.
La vetta gode di notevole importanza e popolarità. In Francia la canzone a lei dedicata dal titolo la Bessanèse è molto conosciuta.

## Toponimo

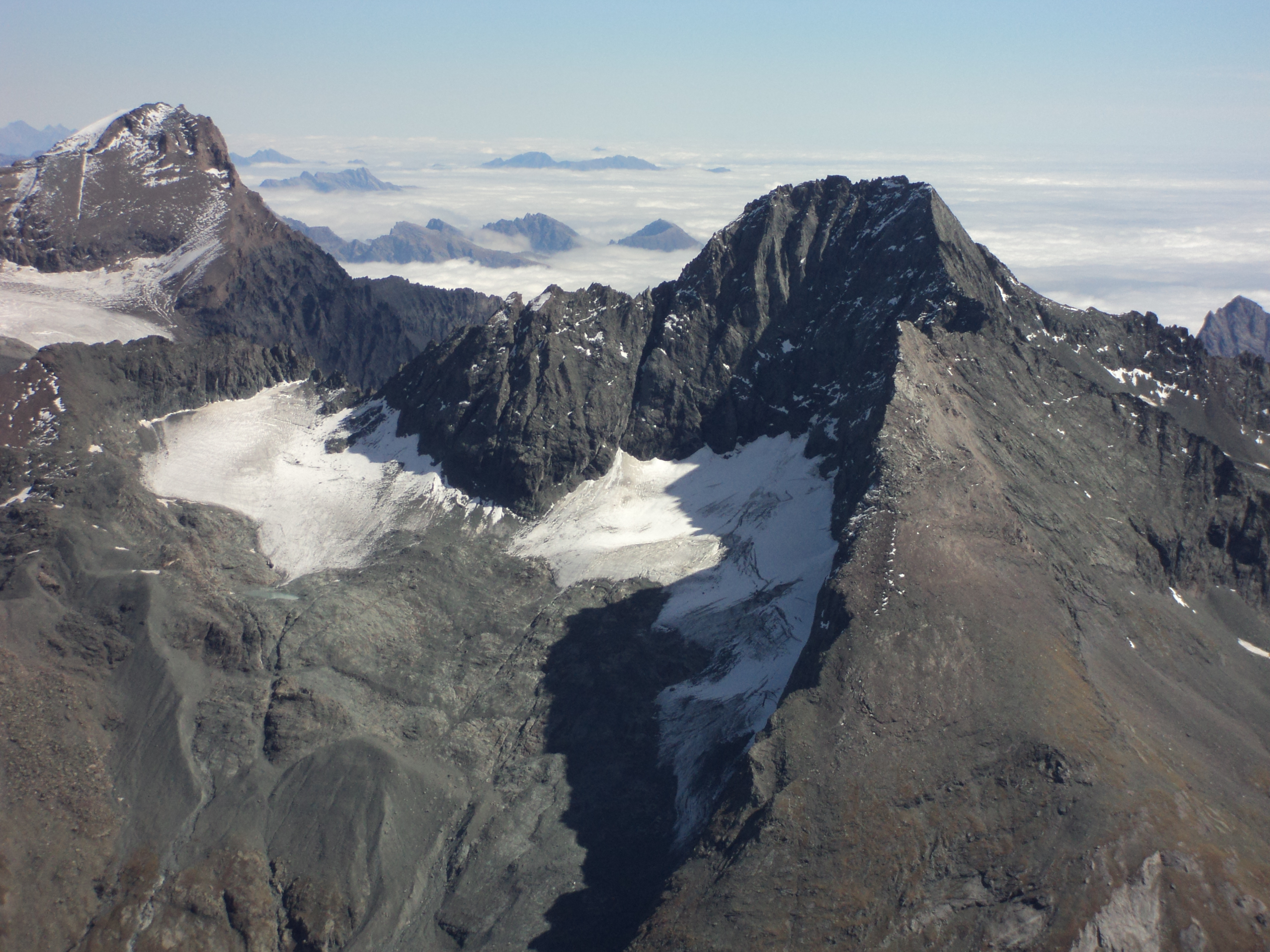
Versante ovest della montagna dalla Punta di Charbonnel. Sulla sinistra l'Uia di Ciamarella. Ai piedi della montagna si vede il glacier des Grandes Pareis.

Il nome Uja, nel patois locale, significa "ago, punta aguzza"; "Bessanese" si riferisce a Bessans, comune situato sul versante francese.

## Salita alla vetta
La salita alla vetta ha impegnato parecchio gli alpinisti alla fine dell''800. Ancora oggi il raggiungimento della vetta non è considerato banale.

### Via normale
La via normale di ascesa alla vetta si sviluppa sul versante ovest, francese, del monte. Si può partire dal Pian della Mussa (1850 m) al fondo della val d'Ala. Si raggiunge e si pernotta al Rifugio Bartolomeo Gastaldi (2659 m). Si procede verso il col d'Arnas (3010 m) dove si attraversa in territorio francese. Si raggiunge e si sale la parete ovest del monte.
Dal versante italiano è possibile affrontare il cosiddetto spigolo Murari.

## Rifugi
I rifugi alpini che possono essere utilizzati come base di partenza per la salita alla vetta oppure per un tour intorno alla montagna sono:
- Rifugio Bartolomeo Gastaldi - 2.659 m
- Rifugio Luigi Cibrario - 2.616 m
- Rifugio dell'Averole - 2.210 m

## Tour della Bessanese
Intorno alla montagna è definito il percorso escursionistico denominato Tour della Bessanese.

## Galleria d'immagini

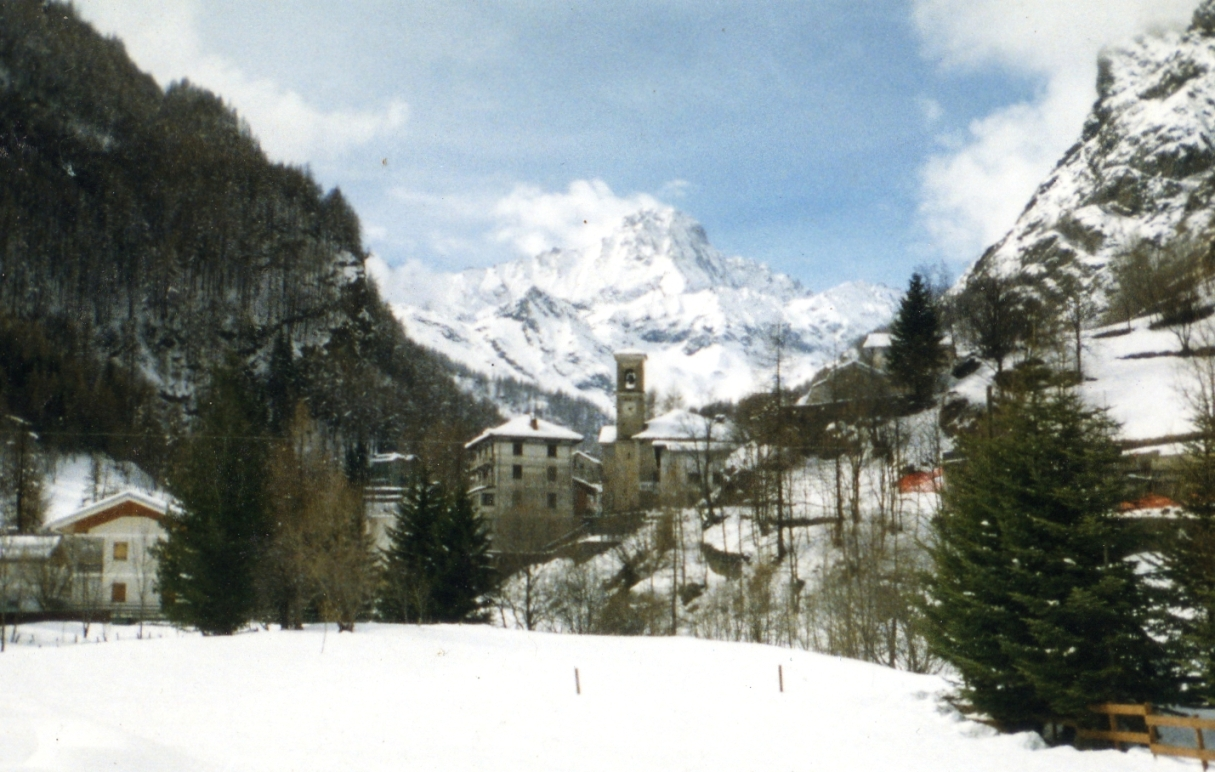
L'Uja di Bessanese vista da Balme
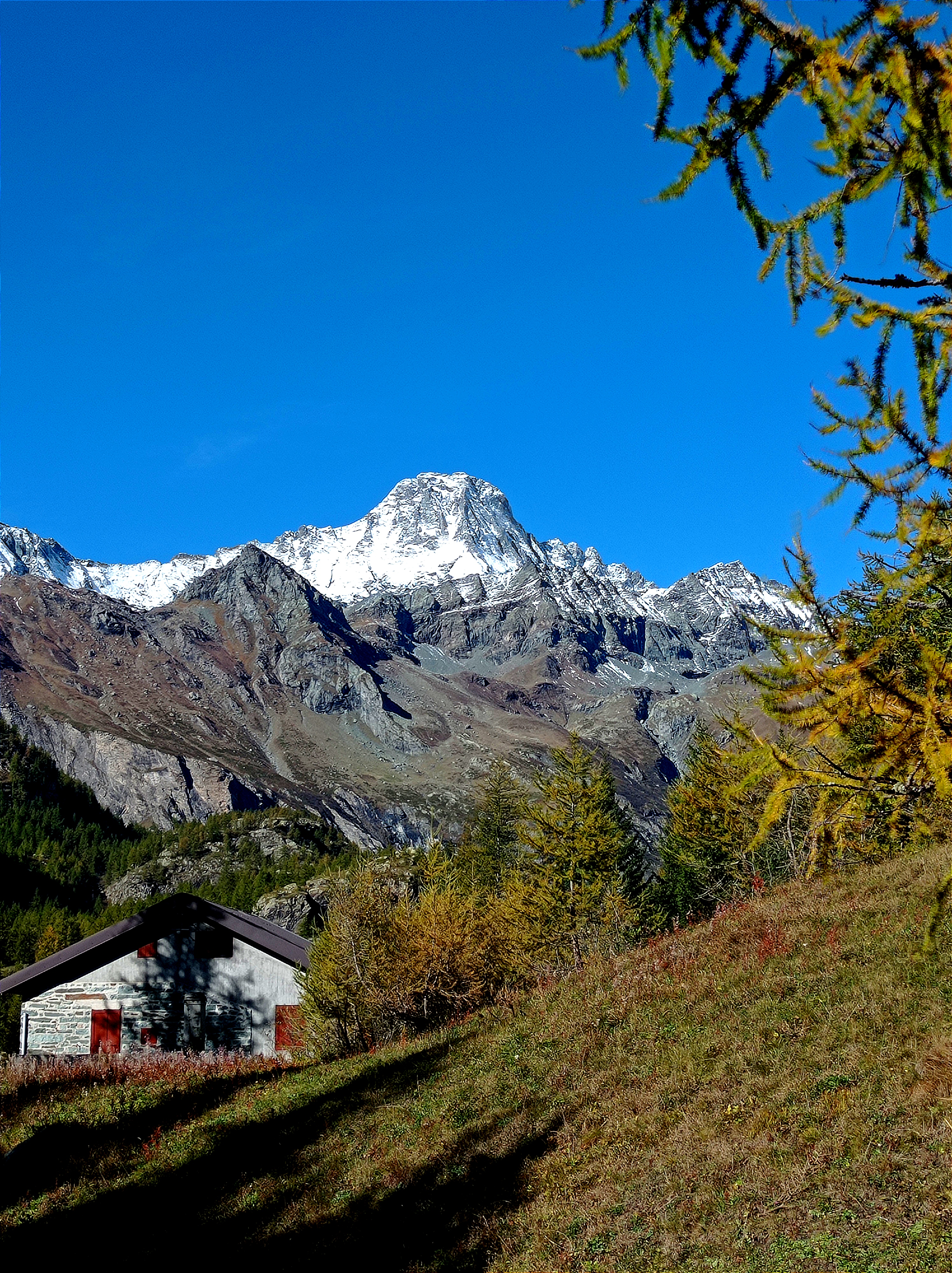
L'Uja di Bessanese dal Pian della Mussa